# 델리카마
델리카마(1992년 1월 25일 ~)는 대한민국의 래퍼다. 이전 예명은 애노인이었다. 2013년 디지털 싱글 앨범 [Love Is Like]로 데뷔했다.

## 방송
- 쇼미더머니 11 (2022) - Top108

## 피처링
- BIELRO <Wait me up> (2020)
- BIELRO <Call Her> (2021)